# Åländsk Demokrati

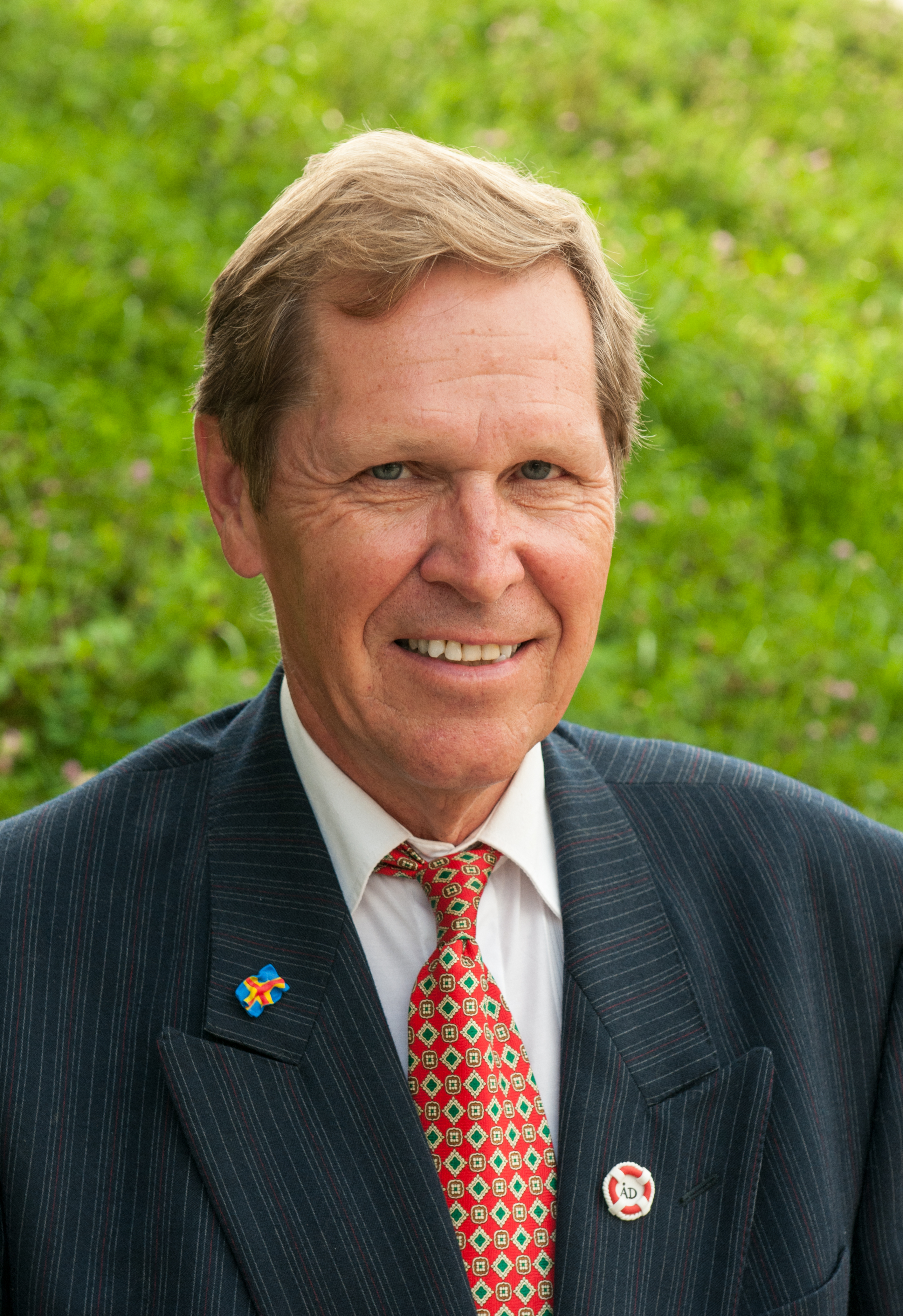
Stephan Toivonen 2016

Åländsk Demokrati är en politisk valmansförening på Åland.

## Historia
Valmansföreningen grundades 2015. Ledare är Stephan Toivonen. De ställde upp i lagtingsvalet 2015  med 4 kandidater och fick ett mandat.

### 2015
Stephan Toivonen fick plats i lagtinget som representant för Åländsk Demokrati. Hans politiska uppdrag inkluderar 
- Medlem i talmanskonferensen
- Medlem i finans- och näringsutskottet

Toivonen blev under 2015 anmäld för hets mot folkgrupp på grund av ett utskick där han talade om riskgrupper bland flyktingar.  Toivonen anklagade lokalmedia för censur i ett blogginlägg och skrev att utskicket var nödvändigt eftersom media inte lyfte frågan .
Två av partiets kandidater är dömda för brott, den ena för misshandel av barn den andre för grovt rattfylleri samt äventyrande av trafiksäkerheten . Detta väckte stor debatt på Åland eftersom partiet inte velat ha ett flyktingmottagande, med hänvisning till att flyktingar kommer från högriskområden där människor är mer våldsbenägna. 